# Streepkopkanarie
De streepkopkanarie (Crithagra gularis; synoniem: Serinus gularis) is een zangvogel uit de familie Fringillidae (vinkachtigen).

## Verspreiding en leefgebied
Deze soort telt 7 ondersoorten:
- C. g. benguellensis: van Guinee, Sierra Leone en zuidelijk Mali tot noordelijk Kameroen.
- C. g. elgonensis: van zuidelijk Tsjaad tot zuidelijk Soedan, westelijk Kenia en noordelijk Congo-Kinshasa.
- C. g. endemion: zuidelijk Mozambique en oostelijk Zuid-Afrika.
- C. g. gularis: zuidoostelijk Botswana en noordelijk Zuid-Afrika.
- C. g. humilis: zuidelijk Zuid-Afrika.
- C. g. mendosa: noordoostelijk Botswana, Zimbabwe en noordwestelijk Mozambique.
- C. g. montanorum: van oostelijk Nigeria tot centraal Kameroen.